# Henry Nicoll
Henry Morison Vere Nicoll (17 de abril de 1908-4 de diciembre de 1999) fue un jinete británico que compitió en la modalidad de salto ecuestre. Participó en los Juegos Olímpicos de Londres 1948, obteniendo una medalla de bronce en la prueba por equipos.

## Palmarés internacional
| Juegos Olímpicos | Juegos Olímpicos      | Juegos Olímpicos  | Juegos Olímpicos |
| Año              | Lugar                 | Medalla           | Categoría        |
| ---------------- | --------------------- | ----------------- | ---------------- |
| 1948             | Londres (Reino Unido) | Medalla de bronce | Por equipos      |